# 有害化学物質削減ネットワーク
特定非営利活動法人 有害化学物質削減ネットワーク（とくていひえいりかつどうほうじん ゆうがいかがくぶっしつさくげんネットワーク）（英語名：Toxic Watch Network、略称 Tウォッチ）は、毎年国が公表するPRTRデータを市民が有効活用できるように、わかりやすく情報提供することなどを目的に2002年に設立された市民団体で、2005年に特定非営利活動法人として認証された。本部は東京都江東区

## 主な活動内容
- PRTR制度で国から公表されている届出データを検索閲覧できるウェブサイトを開設している。
- 東京でPRTR制度に関連する連続学習会を開催している。
- 全国各地で、地域NGOと協力して、PRTR制度に関連する地域セミナーを開催している。
- 毎年、海外からゲストを招いて化学物質管理(REACH、水銀の規制など)についての国際市民セミナーを開催している。